# Mokele-Mbembe
Ten artykuł dotyczy stworzenia, którego istnienia nie potwierdza współczesna zoologia.
Mokele-mbembe – obiekt badań kryptozoologii, mający być dużym, ziemnowodnym zwierzęciem rzekomo zamieszkującym bagna centralnej Afryki.
Według niepotwierdzonych relacji Mokele-mbembe żyje w rzece Likouala-aux-Herbes, płynącej wśród rozległych moczarów Konga w Afryce. Według opisu ma duży, krępy tułów pokryty rudawą skórą, cztery pękate nogi i długi, mocno umięśniony ogon. Opis przypomina dinozaura z infrarzędu zauropodów. Oprócz opisu słownego i rysunków nie istnieją żadne dowody na istnienie tego zwierzęcia.

## Opisy w literaturze
Pierwsza znana wzmianka o nieznanym wielkim kongijskim zwierzęciu zostawiającym dziwne tropy pochodzi z 1776 roku, kiedy francuski misjonarz Liévin-Bonaventure Proyart podczas pobytu w Kongo napisał w swojej książce History of Loango, Kakonga, and Other Kingdoms in Africa o odnalezieniu wielkich zwierzęcych tropów mających mieć aż 3 stopy (ok. 97 cm jeżeli była mowa o stopach paryskich) obwodu. Sama nazwa „Mokele-mbembe” nie występuje w książce Proyarta.
W 1909 roku porucznik Paul Gratz opisał „Nsanga”, stworzenie z legend rdzennej ludności doliny rzeki Kongo, które porównał do zauropoda. Miał również zobaczyć skórę rzekomo wykonaną z legendarnego zwierzęcia. W tym samym roku myśliwy Carl Hagenbeck stwierdził, że słyszał „z wielu niezależnych źródeł”, w tym od badacza historii naturalnej Josepha Mengesa, o istnieniu „pół słonia, pół smoka” żyjącego w Kongo. Dowodem na istnienie dużego zwierzęcia miała być obserwacja Hansa Schomburgka, który uważał, że zauważony przez niego brak hipopotamów w jeziorze Bangweulu jest spowodowany obecnością innego dużego zwierzęcia, które miałoby zabijać hipopotamy na jego terytorium.